# Romeo (Kolorado)
Romeo – miasto w Stanach Zjednoczonych, w stanie Kolorado, w hrabstwie Conejos.